# Minimalna inhibitorna koncentracija
Minimalna inhibitorna koncentracija (MIK, angl. MIC) je najnižja koncentracija določenega protimikrobnega sredstva, ki še zavira rast preiskovanega mikroorganizma. Določa se z inkubacijo mikroorganizma in določenega protimikrobnega sredstva skozi noč. Določanje MIK je pomembno v diagnostičnih laboratorijih za potrjevanje na zdravila odpornih mikroorganizmov ter pri ugotavljanju protimikrobne učinkovitosti nove učinkovine. Gre za eno najosnovnejših laboratorijskih meritev za ugotavljanje učinkovitosti določenega protimikrobnega zdravila proti določenemu mikrobu.

## Način določanja
MIK lahko določimo z uporabo agarja ali bujona kot gojišča. Na voljo je več komercialnih metod, npr. Etest. Ta deluje na osnovi gradientne difuzijske metode; gre za trakce z gradientno naraščajočo vsebnostjo določenega protimikrobnega sredstva in te trakce položimo na nacepljeno agarno gojišče. Po inkubaciji se vzdolž trakca pojavi inhibicijska elipsa. Kjer inhibicijska elipsa seka trakec, tam odčitamo MIK. Arhivirano 2007-09-29 na Wayback Machine.  Arhivirano 2007-09-29 na Wayback Machine.

## Klinični pomen
MIK uporabljamo pri določanju odmerka in tudi vrste uporabljenega antibiotika. Z uporabo učinkovitega zdravila se tako zmanjša možnost pojava odpornih mikrobov.